# 庫巴特雷
39°20′38″N 46°34′47″E / 39.34389°N 46.57972°E

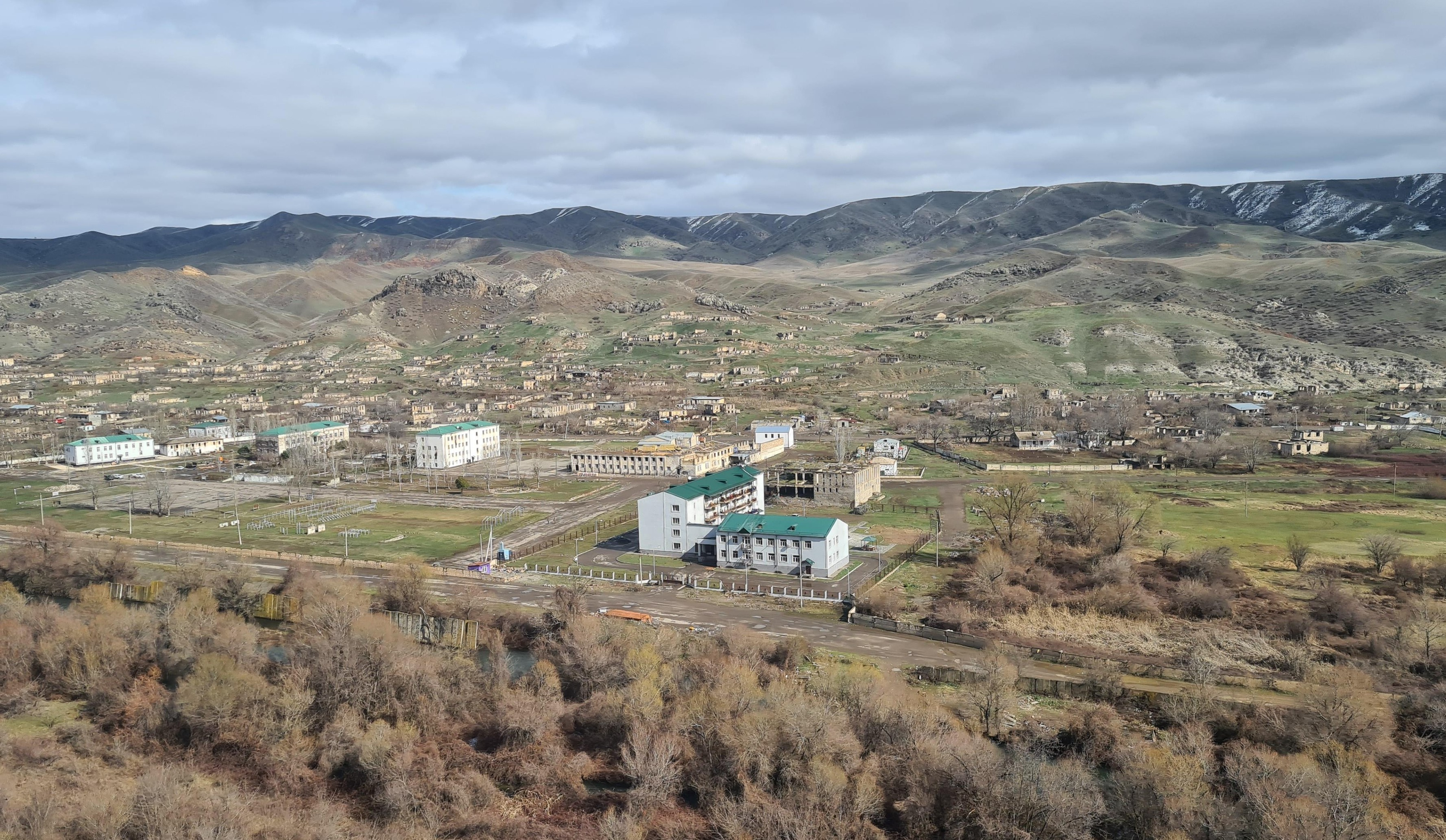
庫巴特雷

庫巴特雷是阿塞拜疆的城鎮，也是庫巴特雷區的首府，位於該國西南部，距離首都巴庫403公里，主要經濟活動有農業和畜牧業，2015年人口為600。纳戈尔诺-卡拉巴赫战争爆發後，庫巴特雷被阿尔察赫共和国控制。在2020年纳戈尔诺-卡拉巴赫战争期间，阿塞拜疆部队重新控制了庫巴特雷。